# Проспект Поштовий
Проспект Поштовий (з 1923 по 2016 рік — Карла Маркса) — проспект у Центрально-Міському районі Кривого Рогу. Одна з найстаріших вулиць міста. Виникла в останній чверті XVIII століття. Проспект розташований в центральній частині історичного ядра Кривого Рогу. Починається від вулиці Свято-Миколаївської (раніше Леніна, Миколаївська), проходить наскрізь через площу Визволення. Прямує лівим берегом річки Саксагань, паралельно старому річищу. Загальна довжина проспекту становить 3 км.

## Історичні відомості

### Остання чверть XVIII— перша чверть XX століть

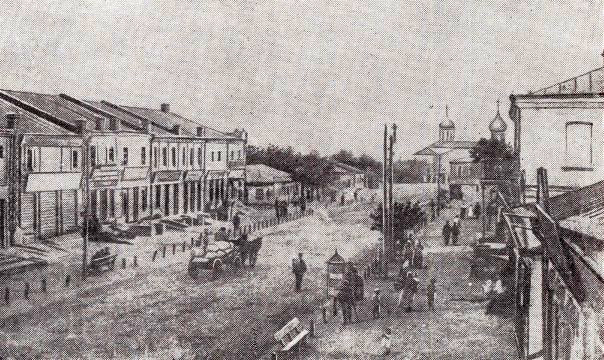
Поштова вулиця на початку ХХ століття

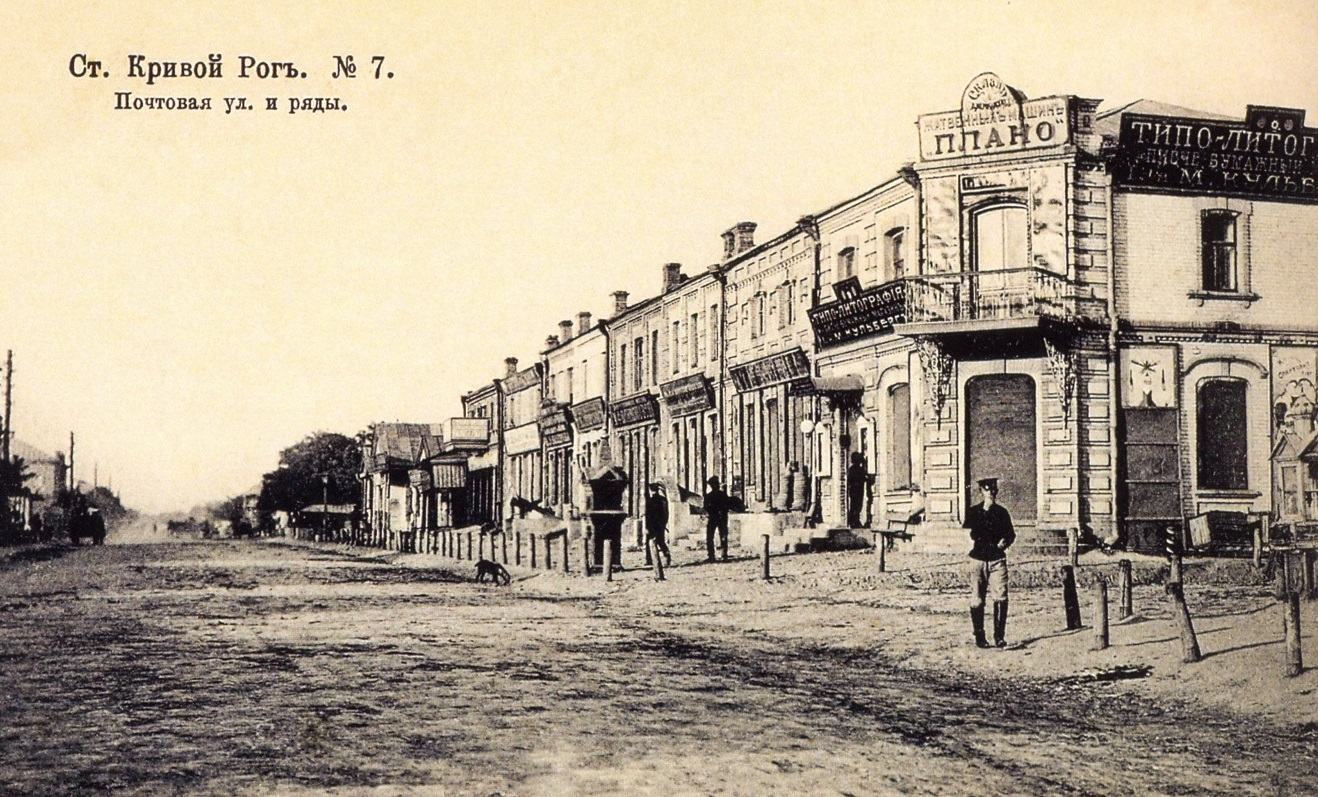
Вулиця Поштова. Початок ХХ століття

Вулиця почала формуватись у 80-х роках XVIII століття й мала назву Поштова. До 1836 року по ній проходив поштовий тракт (Кизикерменський шлях), що й спричинило таку назву вулиці. Остаточно сформувалась й досягла сучасних розмірів в другій половині XIX століття.
На початку XX століття Поштова вулиця слугувала економічним й культурним центром Кривого Рогу. Тут були розташовані численні торгові заклади, склади. Будівлі були виконані в різних архітектурних стилях: модерні, південноросійському цегляному стилеві та ін.
Були відкриті театри: «Колізей» (1909 рік), «Чари» (1912 рік).
В 1913 році на вулиці Поштовій розташовувалось 116 торговельних закладів, складів майстерень. Напередодні Першої світової війни вулицю було замощено бруківкою, створено вуличне освітлення.

### Радянський період
В 1923 році вулиця Поштова була перейменована у проспект Карла Маркса. В 1932 році на проспекті був побудований Криворізький театр драми та музичної комедії імені Т. Г. Шевченка. В часи Великої Вітчизняної війни проспект зазнав руйнувань, було втрачено велику кількість архітектурних пам'яток кінця XIX — початку XX століть. На сьогодні збереглись лише деякі. Після визволення Кривого Рогу почалась відбудова вулиці.
В 1950-х роках на проспекті Карла Маркса зводяться нові будинки, що сьогодні визнані пам'ятками архітектури: адмінбудинок об'єднань «Кривбасшахтопрохідка» та «Південруда», будинок тресту «Дзержинськруда», Головпоштамт та інші. У 1954 році тут встановлено пам'ятник Т. Г. Шевченку. У кінці 1950-х збудовано готель «Металург».

### За часів незалежності
У 2016 році на виконання Закону України «Про засудження комуністичного та націонал-соціалістичного (нацистського) тоталітарних режимів в Україні та заборону пропаганди їхньої символіки» проспект Карла Маркса отримав назву проспект Поштовий.

## Визначні місця

### Споруди та архітектурні пам'ятки

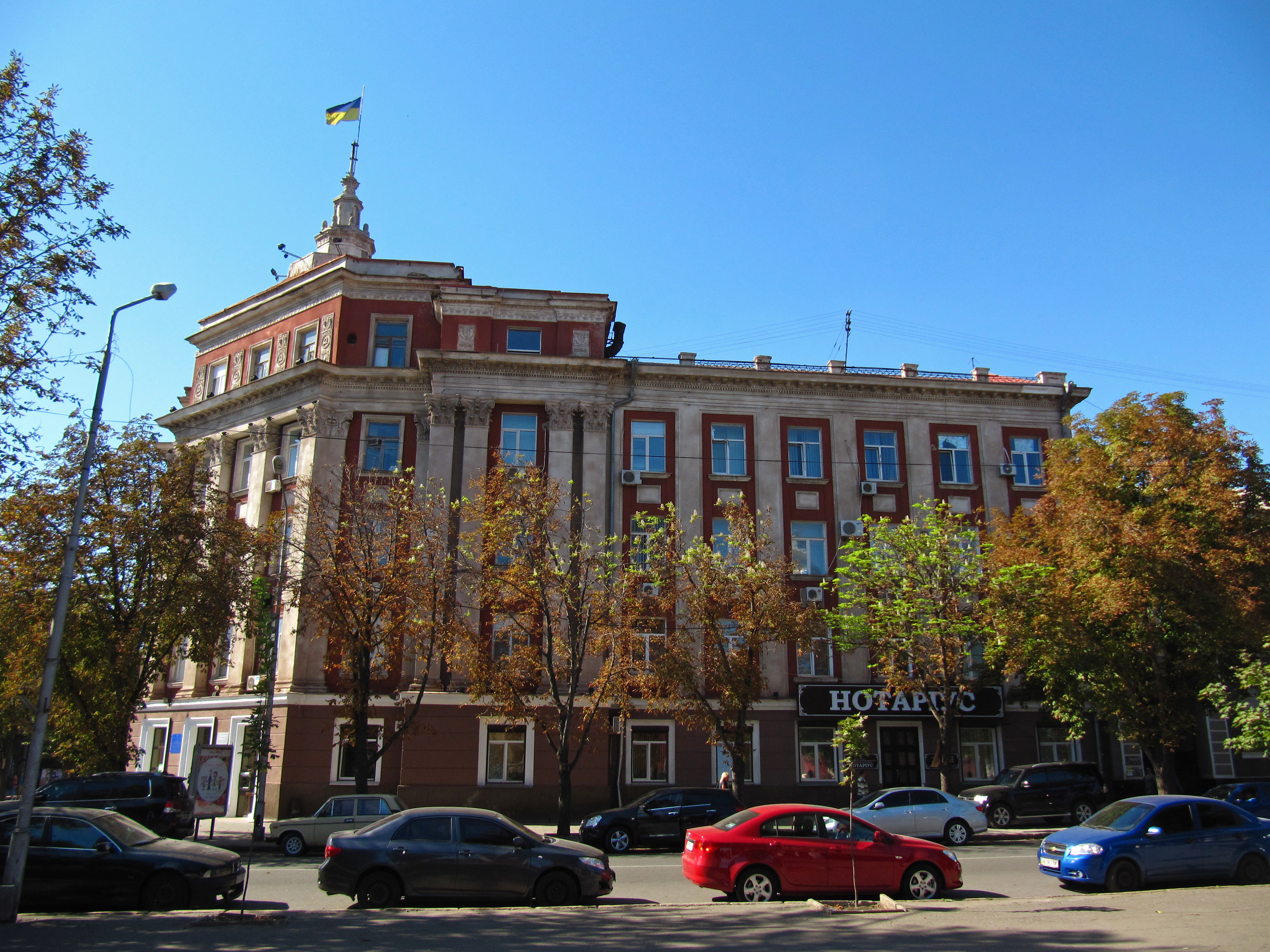
№1. Адмінбудинок об'єднань «Кривбасшахтопрохідка» та «Південруда»
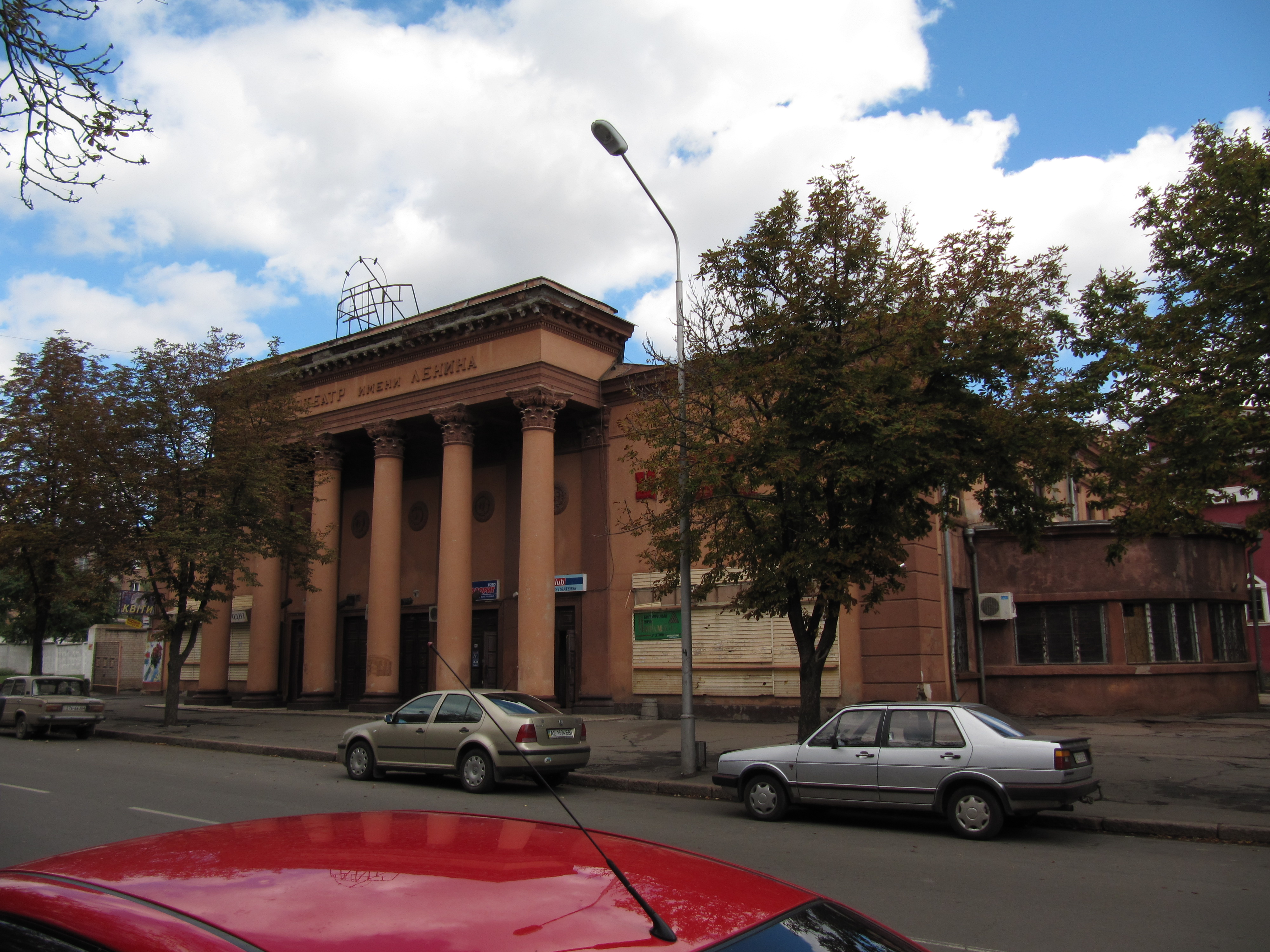
№ 2. Кінотеатр імені В. І. Леніна
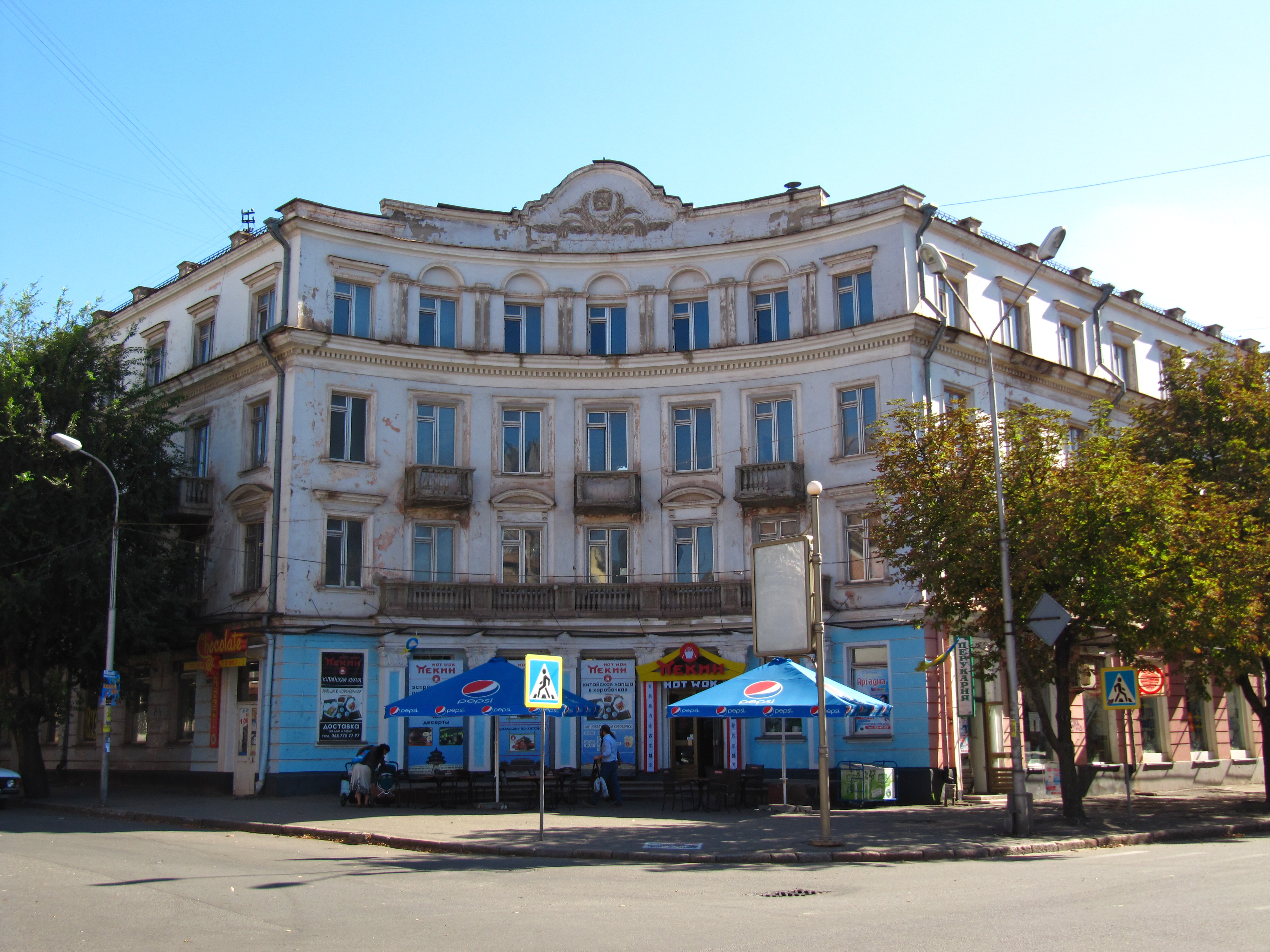
№ 14. Готель «Металург»
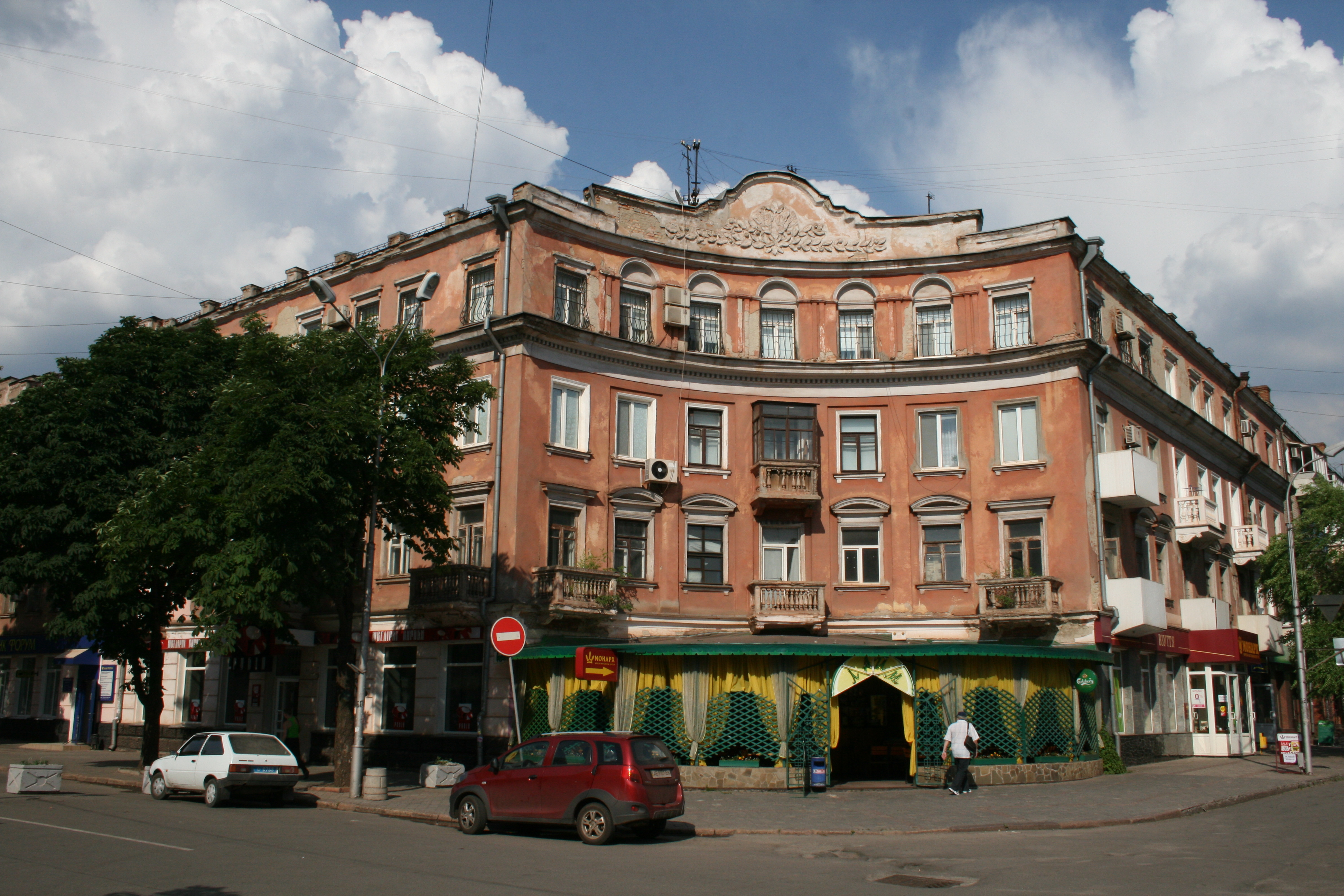
№ 16. Житловий будинок (будинок тресту «Дзержинськруда»)
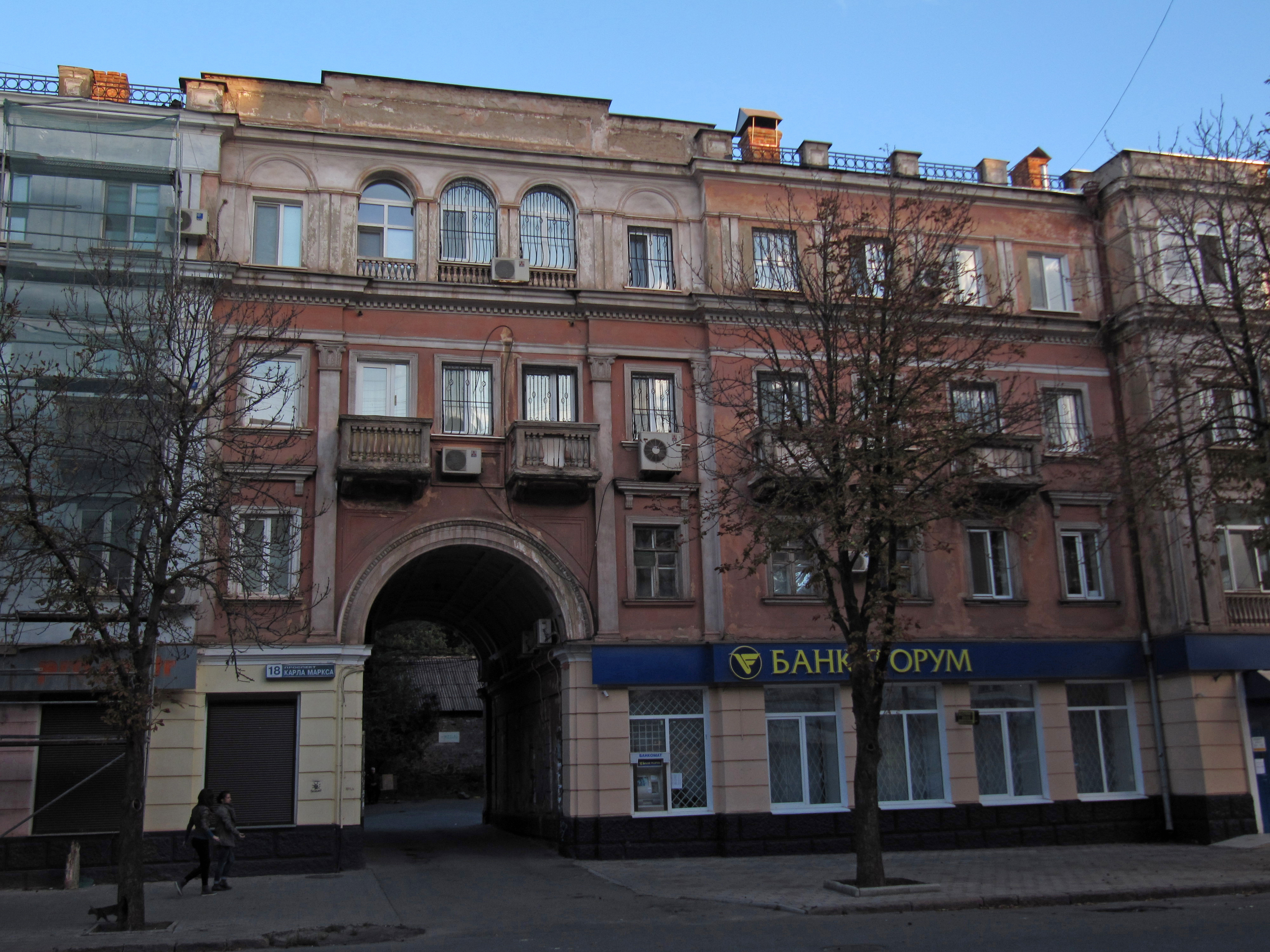
№ 18. Житловий будинок

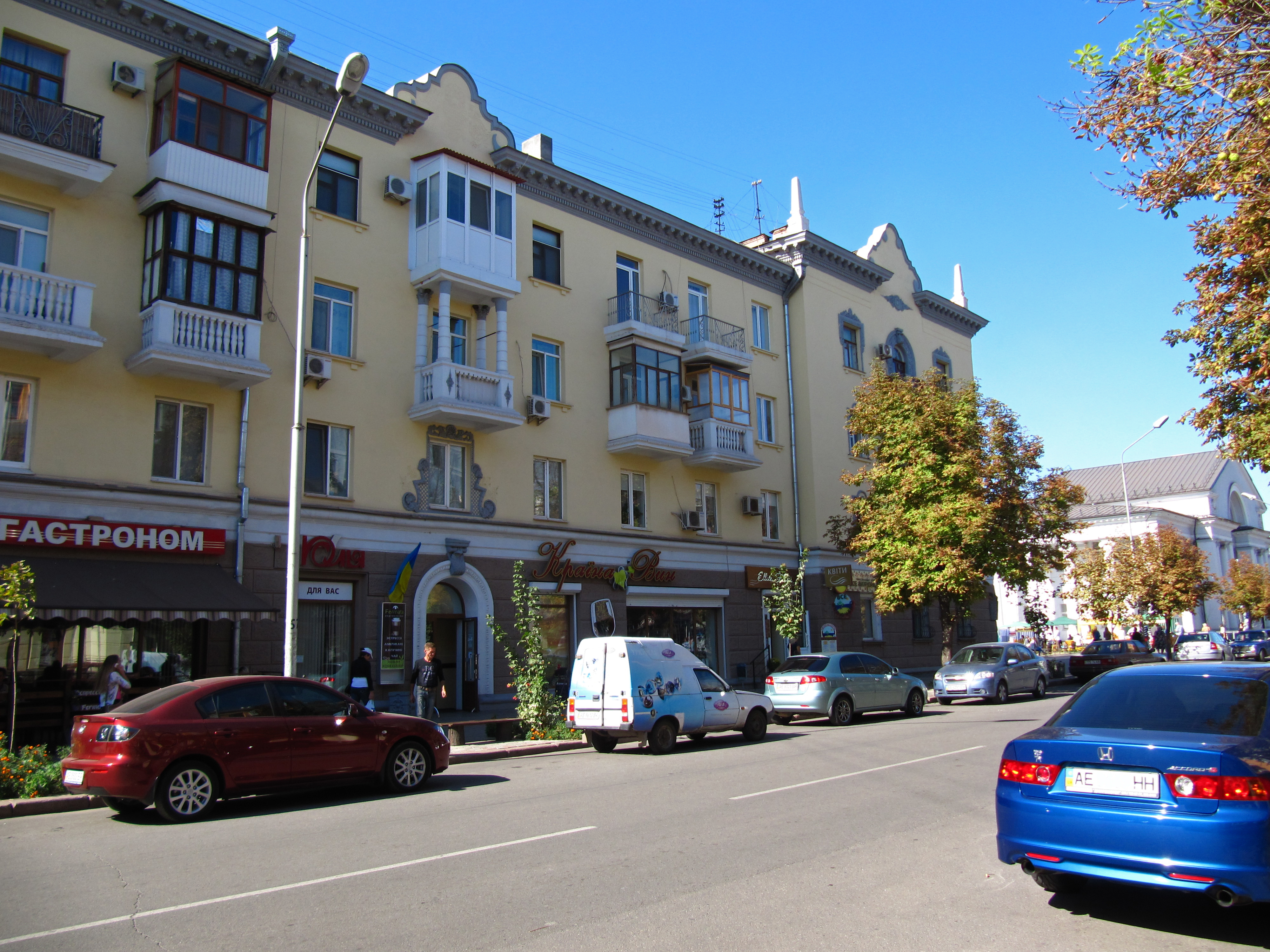
№ 19. Житловий будинок
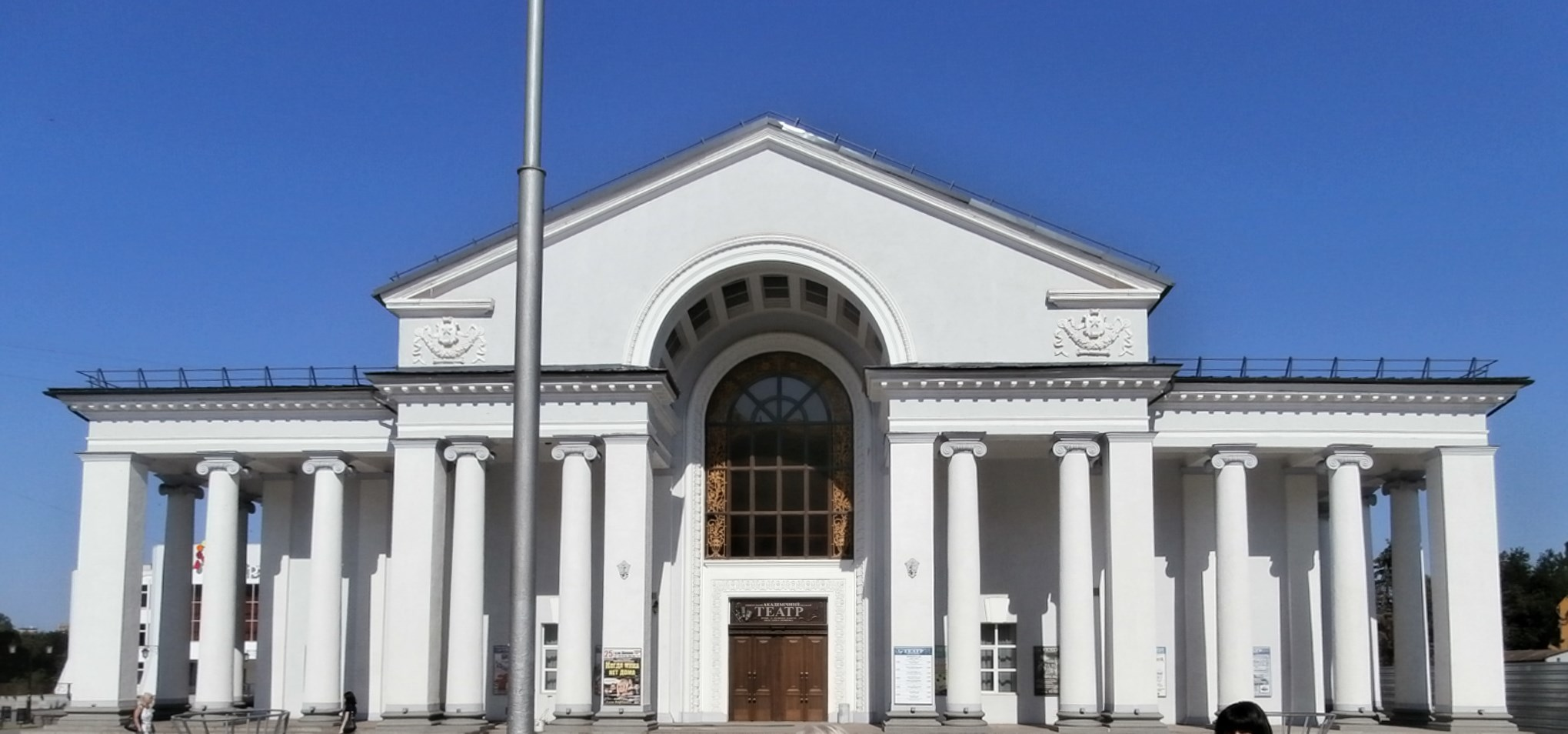
№ 23. Криворізький театр драми та музичної комедії імені Т. Г. Шевченка
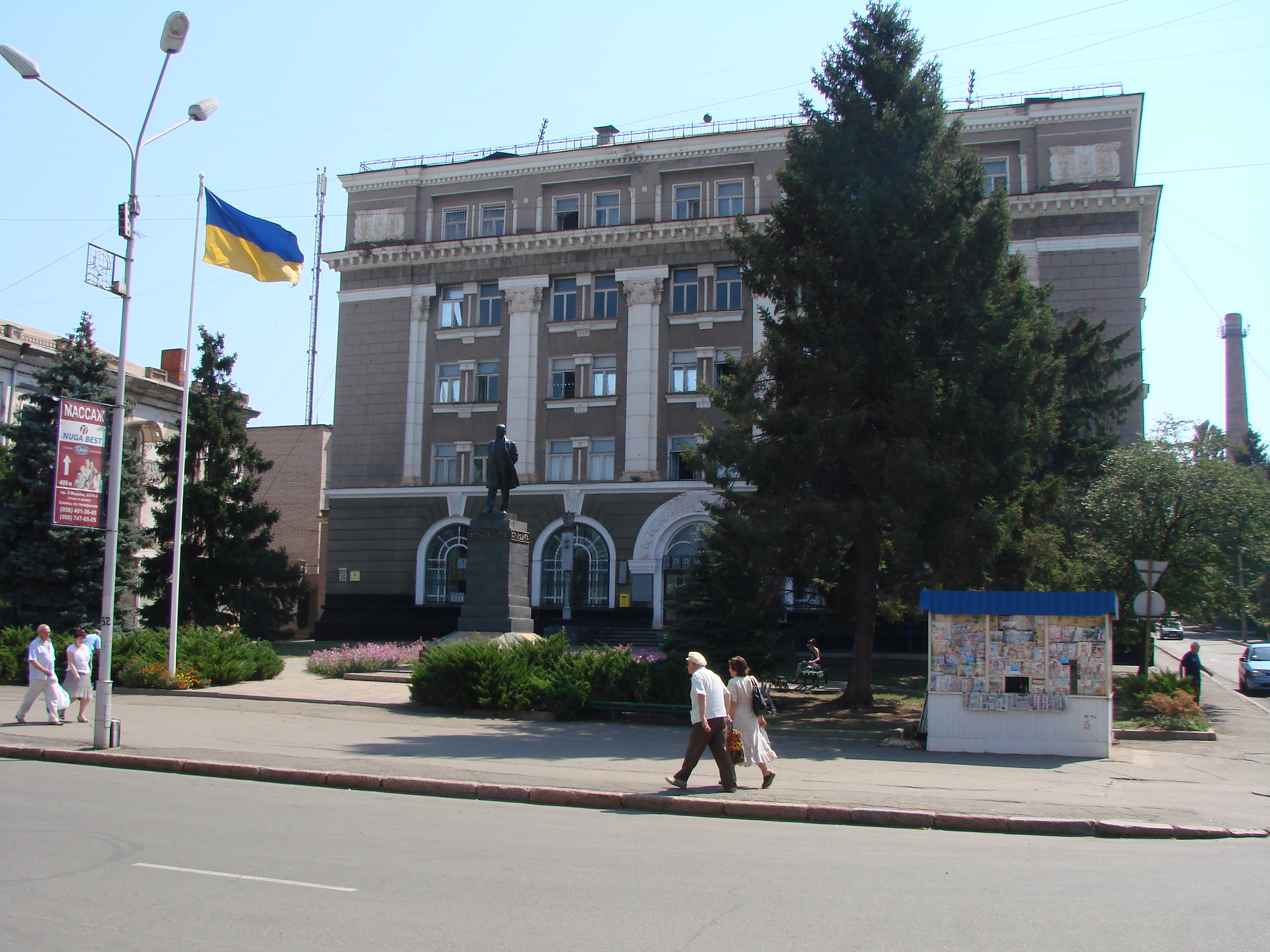
№ 26. Головпоштамт
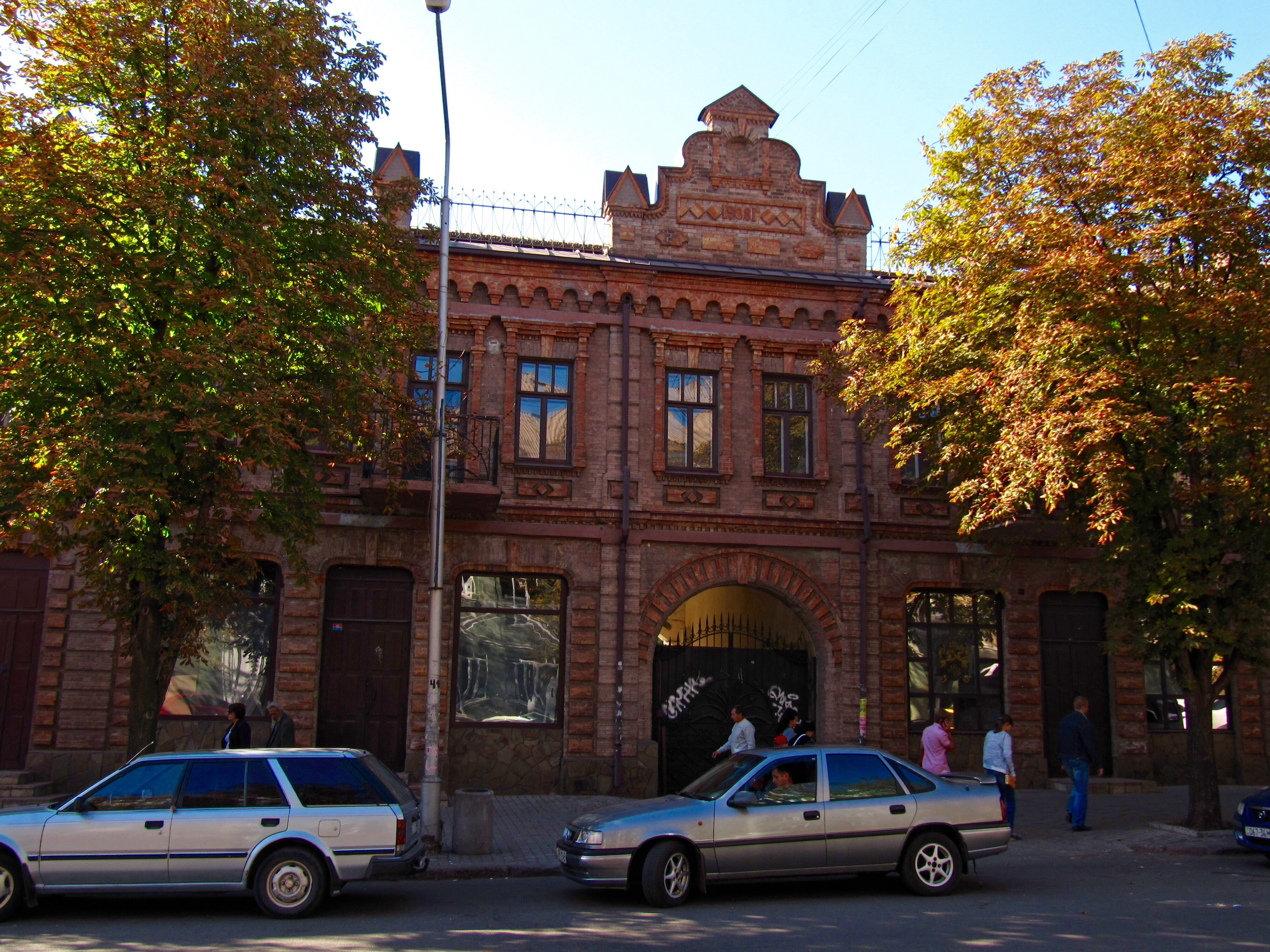
№ 35. Житловий будинок (до революції будівля належала Товариству Взаємного Кредиту)
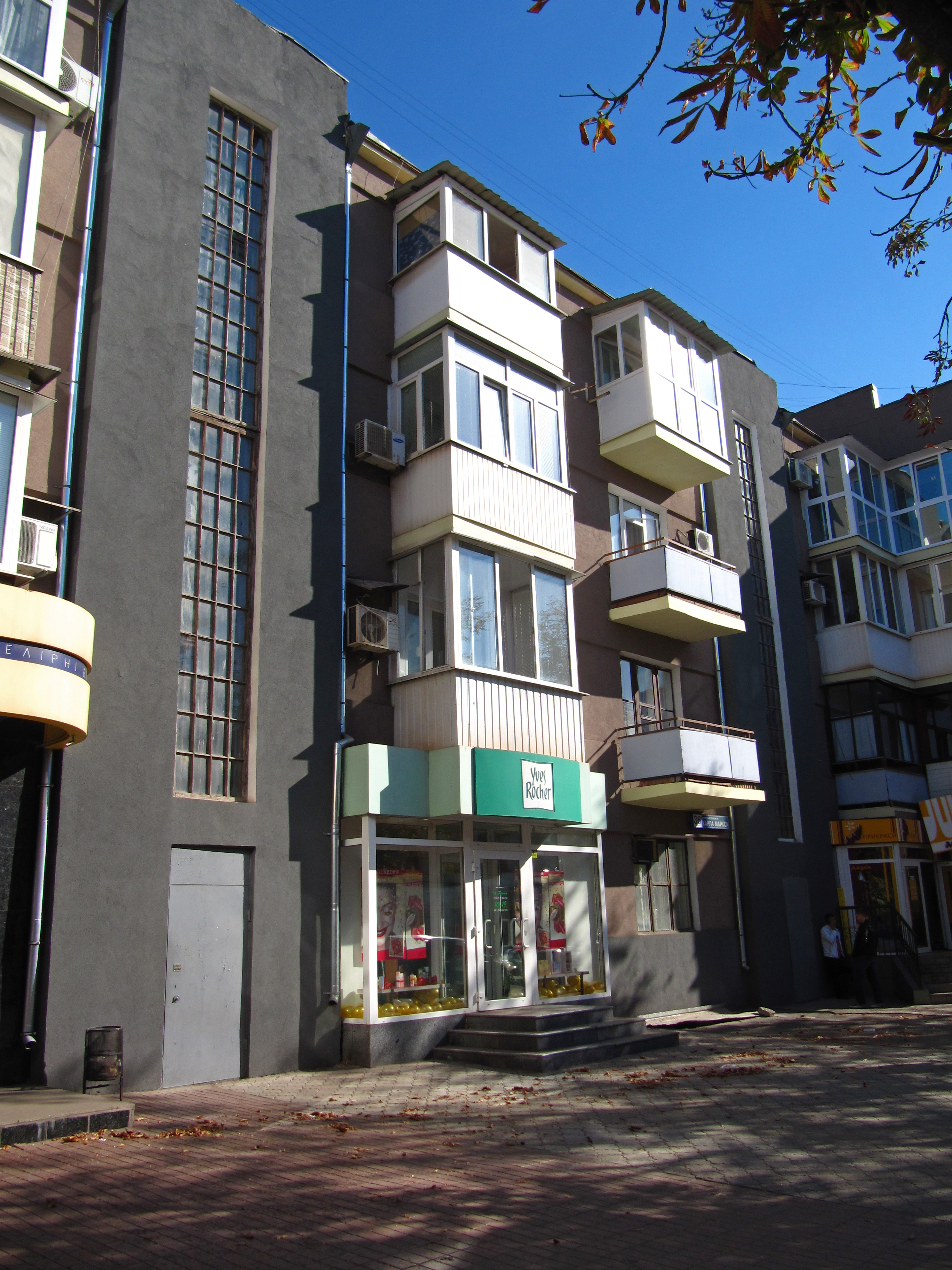
№ 36. Житловий будинок
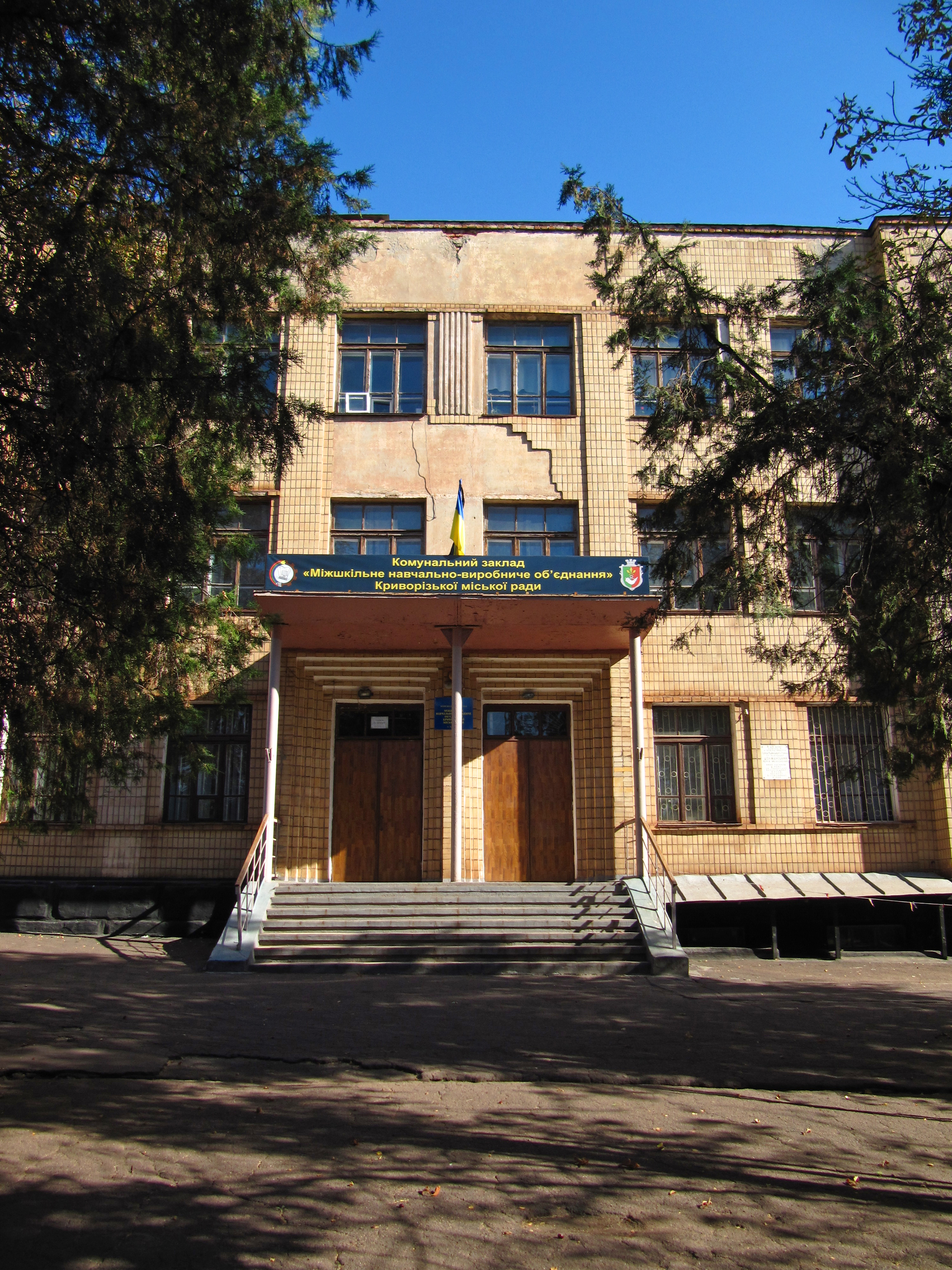
№ 84. Раніше школа № 21, нині «Міжшкільне навчально-виробниче об'єднання»

### Пам'ятники
- Пам'ятник Тарасу Григоровичу Шевченку
- Пам'ятник О. М. Полю
- Пам'ятник Леоніду Бородичу

В 2000 році в сквері поблизу будівлі КМУ УМВС України у Дніпропетровській області (пр. Поштовий, 71) було встановлено пам'ятник на честь Леоніда Бородича — генерал-полковника міліції, першого заступника Міністра внутрішніх справ України, Почесного громадянина міста Кривого Рогу.
Пам'ятний знак вулиці Поштовій встановлений в 2013 році, на честь заснованого в 1775 році нового поштового тракту, який дав початок розвитку поселення Кривий Ріг.